# Mario Holetzeck
Mario Holetzeck (* 31. Januar 1963 in Greiz) ist ein deutscher Theaterregisseur, Film- und Theaterschauspieler.

## Leben
Bevor Holetzeck anfing, sich für das Theater zu interessieren, war er in zahlreichen anderen Stellen tätig: Er arbeitete unter anderem als Nachtwache, Telegrammzusteller und als Reinigungskraft. Erst später studierte er dann Regie und Schauspiel.
Von 1998 an arbeitete Holetzeck als Professor an der Hochschule für Musik und Theater in Hamburg. Nach vier Jahren wechselte er jedoch an die Universitäten in München, Frankfurt und Rostock.
2002 erhielt er seine erste Fernsehrolle im Film Das Jesus Video, der sich an der literarischen Vorlage von Andreas Eschbach orientiert, bzw. an dieser angelehnt ist. Zwei Jahre später spielte er erneut in einem Film mit mystisch-historischem Hintergrund, in der Rolle des William Blanchefort in dem Film Das Blut der Templer.
Von 2008 bis Ende 2017 war Mario Holetzeck Schauspieldirektor am Staatstheater Cottbus. Seit September 2017 arbeitet er wieder als freischaffender Regisseur.

## Regiearbeiten am Staatstheater Cottbus (Auswahl)
- Musen im Rausch. Uraufführung
- Der Zauberer von Oss
- Der Schimmelreiter
- Weill.Familie.Brecht Songs über die Liebe. Uraufführung
- König Lear
- Woyzeck & Marie frei nach Georg Büchner
- Der Laden (Erster Abend)  von Erwin Strittmatter. Uraufführung
- Der Laden (Zweiter Abend) von Erwin Strittmatter. Uraufführung
- Der gute Mensch von Sezuan | B. Brecht
- Deutschland – Wunder und Wunden
- Alles Gold was glänzt
- Himbeereich
- Arsen und Spitzenhäubchen
- Diener zweier Herren
- Pippi Langstrumpf
- Hamlet
- Die spanische Fliege
- MamaMedea

## Regiearbeiten seit 2018
- Staatstheater Braunschweig: „Die Frau vom Meer“ – Henrik Ibsen
- Rheinisches Landestheater Neuss: „Othello“ – Shakespeare
- Anhaltisches Theater Dessau: „King Arthur“ – Oper von Henry Purcell (Mehrsparten-Inszenierung: Schauspiel. Oper. Bsallett. Orchester)
- Hans Otto Theater Potsdam: „Othello“ – Shakespeare
- Theater Rudolstadt: "Der Prozess – Franz Kafka/Holetzeck
- Theater Bautzen: „Die Orestie“ – Aischylos/Stein
- Theater Senftenberg: „Kabale und Liebe“ – Schiller
- Theater Rudolstadt: „Die DreiGroschenOper“ – Brecht/Weill
- Corona... (3 Stücke die nicht zur Premiere kamen)
- Theater Senftenberg – Iphigenie. Goethe/Aischylos/Holetzeck
- Societätstheater Dresden – Die Buchhändlerin. UA | Bühne. Kostüme. Regie |
- Theater Lüneburg – Die Neigungen des Peter Rosegger. DEA. Thomas Arzt
- Junges Theater Göttingen – Fräulein Julie. Strindberg | Bühne. Kostüme. Regie |
- Theater Senftenberg – Der Sohn. UA. Oliver Bukowski | Bühne. Kostüme. Regie |
- Theater Bautzen / Nationaltheater – „Sommernachtstraum“. Shakespeare. (Mehrsparten-Inszenierung: Schauspiel. Orchester)

## Filmografie
- 2002: Das Jesus Video
- 2004: Mörderische Elite
- 2004: Das Blut der Templer